# Polbayem
Polbayem is een bestuurslaag in het regentschap Rembang van de provincie Midden-Java, Indonesië. Polbayem telt 1032 inwoners (volkstelling 2010).